# Tegenye
Tegenye (szlovákul: Ťahyňa) Pálóc településrésze Szlovákiában, a Kassai kerület Nagymihályi járásában.

## Fekvése
Pálóctól 1 km-re, délre fekszik.

## Története
1357-ben „Tegenie” néven említik először, 1427-ben „Thegene” alakban szerepel az adóösszeírásban.
A 18. század végén Vályi András így ír róla: „TEGENYE. Magyar falu Ungvár Várm. földes Ura Horvát Uraság, lakosai többfélék, fekszik Pálóczhoz nem meszsze, és annak filiája; határja jó, vagyonnyai jelesek.”
Fényes Elek 1851-ben kiadott geográfiai szótárában így ír a faluról: „Tegenye, orosz-tót falu, Ungh vmegyében, Palóczhoz 1/2 órányira, 84 romai, 152 g. kath., 10 ref., 24 zsidó lak. F. u. Horváth, gr. Barkóczy, Szmrecsányi s m. Ut. p. Ungvár.”
1910-ben 222, többségben szlovák lakosa volt, jelentős magyar kisebbséggel. 1920-ig Ung vármegye Nagykaposi járásához tartozott, ezután az új csehszlovák állam része lett.

## Nevezetességei
- Görögkatolikus temploma 1892-ben épült, neoklasszicista stílusban.

## Külső hivatkozások
- Tegenye Szlovákia térképén

## Lásd még
- Pálóc
- Ortó